# Irlandia na Letnich Igrzyskach Olimpijskich 1956
Irlandię na Letnich Igrzyskach Olimpijskich 1956 reprezentowało 18 zawodników: 17 mężczyzn i jedna kobieta. Był to szósty start reprezentacji Irlandii na letnich igrzyskach olimpijskich. Reprezentanci Irlandii zdobyli pięć medali (jeden złoty, jeden srebrny i trzy brązowe), co jest najlepszym osiągnięciem (pod względem liczby zdobytych medali) w historii startów na igrzyskach olimpijskich.

## Zdobyte medale
| Medal  | Zawodnik         | Dyscyplina                                            | Konkurencja                | Rezultat                                            |
| ------ | ---------------- | ----------------------------------------------------- | -------------------------- | --------------------------------------------------- |
| Złoto  | Ron Delany       | Lekkoatletyka na Letnich Igrzyskach Olimpijskich 1956 | bieg na 1500 m mężczyzn    | 3:41,2 min                                          |
| Srebro | Frederick Tiedt  | Boks na Letnich Igrzyskach Olimpijskich 1956          | waga półśrednia (do 67 kg) | w finale uległ Rumunowi Nicolae Lince               |
| Brąz   | John Caldwell    | Boks na Letnich Igrzyskach Olimpijskich 1956          | waga musza (do 51 kg)      | w półfinale uległ Rumunowi Mircei Dobrescu          |
| Brąz   | Anthony Byrne    | Boks na Letnich Igrzyskach Olimpijskich 1956          | waga lekka (do 60 kg)      | w półfinale uległ Harry’emu Kurschatowi z Niemiec   |
| Brąz   | Frederick Gilroy | Boks na Letnich Igrzyskach Olimpijskich 1956          | waga kogucia (do 54 kg)    | w półfinale uległ Wolfgangowi Behrendtowi z Niemiec |

## Skład kadry

### Boks
Mężczyźni
| Zawodnik         | Konkurencja | 1/16                | 1/8               | Ćwierćfinał        | Półfinał            | Finał            | Finał   |
| Zawodnik         | Konkurencja | Przeciwnik Wynik    | Przeciwnik Wynik  | Przeciwnik Wynik   | Przeciwnik Wynik    | Przeciwnik Wynik | Miejsce |
| ---------------- | ----------- | ------------------- | ----------------- | ------------------ | ------------------- | ---------------- | ------- |
| John Caldwell    | 51 kg       |                     | Ye Swe W          | Warner Batchelor W | Mircea Dobrescu P   | Nie awansował    | brąz    |
| Frederick Gilroy | 54 kg       |                     | Boris Stiepanow W | Mario Sitri W      | Wolfgang Behrendt P | Nie awansował    | brąz    |
| Martin Smyth     | 57 kg       | Pentti Hämäläinen P | Nie awansował     | Nie awansował      | Nie awansował       | Nie awansował    | 17.     |
| Anthony Byrne    | 60 kg       |                     | Josef Chovanec W  | Louis Molina W     | Harry Kurschat P    | Nie awansował    | brąz    |
| Henry Perry      | 63,5 kg     |                     | Claude Saluden P  | Nie awansował      | Nie awansował       | Nie awansował    | 9.      |
| Frederick Tiedt  | 67 kg       |                     | Tadeusz Walasek W | Pearce Lane W      | Kevin Hogarth W     | Nicolae Linca P  | srebro  |
| Patrick Sharkey  | ponad 81 kg |                     | Törner Åhsman P   | Nie awansował      | Nie awansował       | Nie awansował    | 9.      |

### Jeździectwo
| Zawodnik                                     | Koń         | Konkurencja         | Wynik   | Wynik   | Wynik   | Pozycja |
| Zawodnik                                     | Koń         | Konkurencja         | Runda 1 | Runda 2 | Łącznie | Pozycja |
| -------------------------------------------- | ----------- | ------------------- | ------- | ------- | ------- | ------- |
| Kevin Barry                                  | Ballyneety  | skoki indywidualnie | 23,00   | 12,00   | 35,00   | 18.     |
| William Ringrose                             | Liffey Vale | skoki indywidualnie | 24,00   | 20,00   | 44,00   | 23.     |
| Patrick Kiernan                              | Ballynonty  | skoki indywidualnie | 19,00   | 33,25   | 52,25   | 27.     |
| Kevin Barry William Ringrose Patrick Kiernan | jak wyżej   | skoki drużynowe     | 66,00   | 65,25   | 131,25  | 7.      |

| Zawodnik                                            | Koń         | Konkurencja        | Ujeżdżenie | Cross country             | Skoki                     | Razem                     | Pozycja                   |
| --------------------------------------------------- | ----------- | ------------------ | ---------- | ------------------------- | ------------------------- | ------------------------- | ------------------------- |
| Harry Freeman-Jackson                               | Cellarstown | WKKW indywidualnie | - 153,20   | - 7,61                    | - 10,00                   | - 170,81                  | 17.                       |
| Ian Hume-Dudgeon                                    | Copper Coin | WKKW indywidualnie | - 158,00   | Nie ukończył konkurencji  | Nie ukończył konkurencji  | Nie ukończył konkurencji  | Nie ukończył konkurencji  |
| Bill Mullins                                        | Charleville | WKKW indywidualnie | -166,00    | 31,02                     | -10,50                    | -145,48                   | 10.                       |
| Harry Freeman-Jackson Ian Hume-Dudgeon Bill Mullins | jak wyżej   | WKKW drużynowo     | -477,20    | Nie ukończyli konkurencji | Nie ukończyli konkurencji | Nie ukończyli konkurencji | Nie ukończyli konkurencji |

### Lekkoatletyka
Mężczyźni
Konkurencje biegowe
| Zawodnik        | Konkurencja        | Runda 1 | Runda 1 | Półfinał      | Półfinał      | Finał         | Finał         |
| Zawodnik        | Konkurencja        | Wynik   | Miejsce | Wynik         | Miejsce       | Wynik         | Miejsce       |
| --------------- | ------------------ | ------- | ------- | ------------- | ------------- | ------------- | ------------- |
| Eamonn Kinsella | 110 m przez płotki | 14,6    | 4.      | Nie awansował | Nie awansował | Nie awansował | Nie awansował |
| Ron Delany      | 1500 m             | 3:47,4  | 3.      |               |               | 3:41,2        | złoto         |

Kobiety
Konkurencje biegowe
| Zawodniczka | Konkurencja | Runda 1 | Runda 1 | Półfinał       | Półfinał       | Finał          | Finał          |
| Zawodniczka | Konkurencja | Wynik   | Miejsce | Wynik          | Miejsce        | Wynik          | Miejsce        |
| ----------- | ----------- | ------- | ------- | -------------- | -------------- | -------------- | -------------- |
| Maeve Kyle  | 100 m       | 12,3    | 6.      | Nie awansowała | Nie awansowała | Nie awansowała | Nie awansowała |
| Maeve Kyle  | 200 m       | 26,4    | 5.      | Nie awansowała | Nie awansowała | Nie awansowała | Nie awansowała |

### Zapasy
Styl wolny
| Zawodnik      | Konkurencja         | Runda pierwsza   | Runda druga      | Runda trzecia    | Runda czwarta    | Runda piąta      | Runda szósta     | Finał            | Pozycja |
| Zawodnik      | Konkurencja         | Przeciwnik Wynik | Przeciwnik Wynik | Przeciwnik Wynik | Przeciwnik Wynik | Przeciwnik Wynik | Przeciwnik Wynik | Przeciwnik Wynik | Pozycja |
| ------------- | ------------------- | ---------------- | ---------------- | ---------------- | ---------------- | ---------------- | ---------------- | ---------------- | ------- |
| Gerry Martina | Spyros Defteraios W | wolny los        | Kevin Coote P    | Borys Kulajew P  | Nie awansował    | Nie awansował    | Nie awansował    | Nie awansował    | 4.      |

### Żeglarstwo
Mężczyźni
| Zawodnik     | Konkurencja | Wyścig | Wyścig | Wyścig | Wyścig | Wyścig | Wyścig | Wyścig | Punkty | Finałowa pozycja |
| Zawodnik     | Konkurencja | 1      | 2      | 3      | 4      | 5      | 6      | 7      | Punkty | Finałowa pozycja |
| ------------ | ----------- | ------ | ------ | ------ | ------ | ------ | ------ | ------ | ------ | ---------------- |
| Somers Payne | Finn        | 448    | DNF    | 448    | 323    | 288    | 323    | DNF    | 1830   | 16.              |